# اورکات

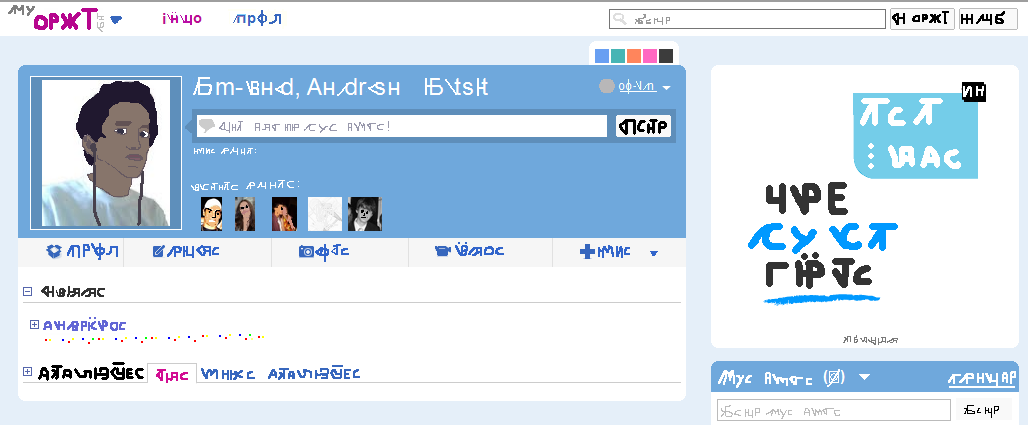
نمای نویی از «اورکات نو».

اورکات (به انگلیسی: Orkut) وبگاهی است که بر پایهٔ شبکه‌های اجتماعی و اعتماد پیاده‌سازی شده‌است؛ شما می‌توانید از طریق دوستان خود دوستان نو بیابید یا در انجمن‌های مورد علاقه‌تان عضو شده، انجمن جدیدی را بسازید و در آن فعالیت کنید، در آن می‌توان مشخصات خود را به زعم خود بنویسید. این وبگاه تحت پشتیبانی شرکت گوگل است، و برای نخستین بار در تاریخ ۲۲ ژانویهٔ ۲۰۰۴ میلادی آغاز به کار کرد.
نام «اورکات» از نام کارمند شرکت گوگل، اورکوت بویوک‌کوکتن (به ترکی استانبولی: Orkut Büyükkökten) از ترکیه است که این سامانه را از شرکت پیشینی که در آن کار می‌کرده با خود به همراه آورده و در گوگل آن را بیشتر گسترش داده‌است.

## آمار
در مارس ۲۰۰۴ از نظر محل اقامت کاربران، به ترتیب سه کشور ایالات متحده (۵۱٪)، ژاپن (۷٪)، و برزیل (۵٪) در رده‌های بالا قرار داشتند.
در تاریخ ۹ ژانویه ۲۰۰۵ وبگاه اورکات توسط قوه قضائیه جمهوری اسلامی ایران فیلتر شده‌است.

## غیرفعال شدن
در ۳۰ ژوئن ۲۰۱۴ گوگل اعلام کرد که تا پایان ۲۰۱۴ این سرویس منحل خواهد شد. کاربران می‌توانستند تا سپتامبر ۲۰۱۶ از اطلاعات خود مانند تصاویر، پروفایل‌ها و مطالب خروجی بگیرند.